# Meigenia borealis
Meigenia borealis là một loài ruồi trong họ Tachinidae.